# وینی هسین
وینی هسین (متولد ۸ فوریه ۱۹۶۲) یک خواننده تایوانی است. او بیشتر به خاطر صدای شفاف سوپرانویش شناخته شده‌است.
هسین در سال ۱۹۷۶ در مدرسه هنر تایپه پذیرفته شد و در سال ۱۹۷۹ در دانشگاه فرهنگ چین در تایپه به تحصیل موسیقی پرداخت. پس از فارغ‌التحصیلی، او در مدرسه موسیقی یاماها در تایپه معلم موسیقی شد. او اولین آلبوم خود را با نام Lonely Winter در سال ۱۹۸۶ منتشر کرد و از آن زمان تاکنون در مجموع ۱۶ آلبوم باهمکاری دکا رکوردز، راک رکوردز و گروه موسیقی وارنر منتشر کرده‌است.